# 亞爾發法縣
亞爾發法縣（英語：Alfalfa County）是美國奧克拉荷馬州北部的一個縣，北鄰堪薩斯州。面積2,283平方公里。根據美國2000年人口普查，共有人口6,105。縣治切羅基。
成立於1907年，縣名紀念第九任州長，綽號「苜蓿比爾」的威廉·亨利·戴維斯·摩雷 (William Henry Davis "Alfalfa Bill" Murray)。